# Hisashi Tsuchida
Hisashi Tsuchida (土田尚史?, Tsuchida Hisashi; Okayama, 1º febbraio 1967) è un allenatore di calcio ed ex calciatore giapponese, di ruolo portiere.

## Carriera

### Giocatore

#### Club
Nella sua carriera agonistica militò sempre nell'Urawa Red Diamonds, vestendone la fascia di capitano dal 1998 al 1999.

#### Nazionale
Tsuchida venne selezionato per fare parte della spedizione nipponica alla Coppa d'Asia 1988, giocando l'incontro che vide il Giappone soccombere contro il Qatar per tre reti a zero. È da notare però che la Federazione calcistica del Giappone non riconosce l'incontro come ufficiale, dato che fu giocato dalla seconda squadra.

### Allenatore
Ritiratosi, divenne dal 2002 allenatore dei portieri dell'Urawa Red Diamonds.